# 未命名的特雷·帕克电影
特雷·帕克正在执导一部目前未命名的喜剧电影，由维农·查特曼编剧。电影由帕克和长期合作伙伴马特·斯通通过Park County制作，肯德里克·拉马尔和戴夫·弗里通过PGLang制作。这是帕克自《美国战队：世界警察》（2004年）以来的首部导演作品。
拍摄于2024年10月开始。电影计划于2026年3月20日由派拉蒙影业在美国上映。

## 剧情
一个年轻的黑人男子在活态博物馆实习，却发现他的白人女友的祖先曾拥有他的祖先。

## 制作

### 开发
特雷·帕克和马特·斯通自2001年起与维农·查特曼合作制作动画情景喜剧《南方公园》。查特曼除了担任制作人和编剧顾问外，还为该剧中的拟人化角色神奇毛巾配音。
这部未命名的电影将是帕克、斯通、肯德里克·拉马尔和戴夫·弗里的首次院线合作，也是他们的第二次合作。此前，他们曾通过人工智能初创公司Deep Voodoo为拉马尔的单曲《The Heart Part 5》（2022年）的音乐视频制作深伪效果。这部电影也是PGLang和Park County的首部故事片。

### 前期制作
这部未命名的电影于2022年1月由《Deadline Hollywood》宣布。查特曼撰写了剧本，派拉蒙影业总裁兼首席执行官布莱恩·罗宾斯称其为“最有趣和最原创的剧本之一”。在开发初期，导演尚未确定。2023年3月，据报道帕克将执导该片。

### 拍摄
主要拍摄原定于2022年春季开始，但因帕克和斯通的《南方公园》工作而推迟。2024年4月11日，派拉蒙在CinemaCon上确认拍摄将于夏季开始。最终，拍摄于2024年10月在加利福尼亚州波莫纳开始。

## 发行
这部未命名的电影原计划于2025年7月4日在美国上映，以纪念美国独立日。后被推迟至2026年3月20日。
派拉蒙影业将负责电影的院线发行、家庭娱乐和电视授权，Paramount+将获得流媒体权利。派拉蒙总裁罗宾斯在声明中表示，电影工作室和派拉蒙全球期待与这些创意人士合作，推出他们的首部院线作品，并通过强大的故事体验吸引全球观众。
有传言称电影可能命名为“Whitney Springs”，但派拉蒙尚未确认或否认。